# Shoah en France
Pour un article plus général, voir Shoah.
La Shoah en France recouvre les persécutions, les déportations et l'extermination subies par les Juifs durant la Seconde Guerre mondiale en France occupée par l'Allemagne nazie, perpétrées par cette dernière et largement suppléé par la machine étatique, administrative et policière française, alors sous les ordres du régime de Vichy. La responsabilité de la France dans la Shoah sur son territoire n'est pleinement reconnue qu'en 1995 par Jacques Chirac.
Selon les recherches menées par Serge Klarsfeld, environ 76 000 Juifs sur un total de 320 000 vivant alors en France ont été déportés, la plupart vers le camp d'extermination d'Auschwitz et 3 000 environ sont morts dans les camps d'internement en France. 
Parmi ces quelques 76 000 morts de la Shoah en France, la plupart sont des victimes polonaises (25 000 personnes). Viennent ensuite les Allemands (environ 7 000), les Russes (environ 4 000), les Roumains et Autrichiens (environ 3 000 pour chaque nationalité), les Grecs (environ 1 500), les Turcs (environ 1 300), et les Hongrois (environ 1 200). Les Juifs français représentent 24 000 personnes dont environ 6 500 juifs de métropole, 1 500 juifs d'Algérie, 8 000 enfants juifs nés de parents étrangers ou apatrides, et 8 000 juifs naturalisés.

## Contexte

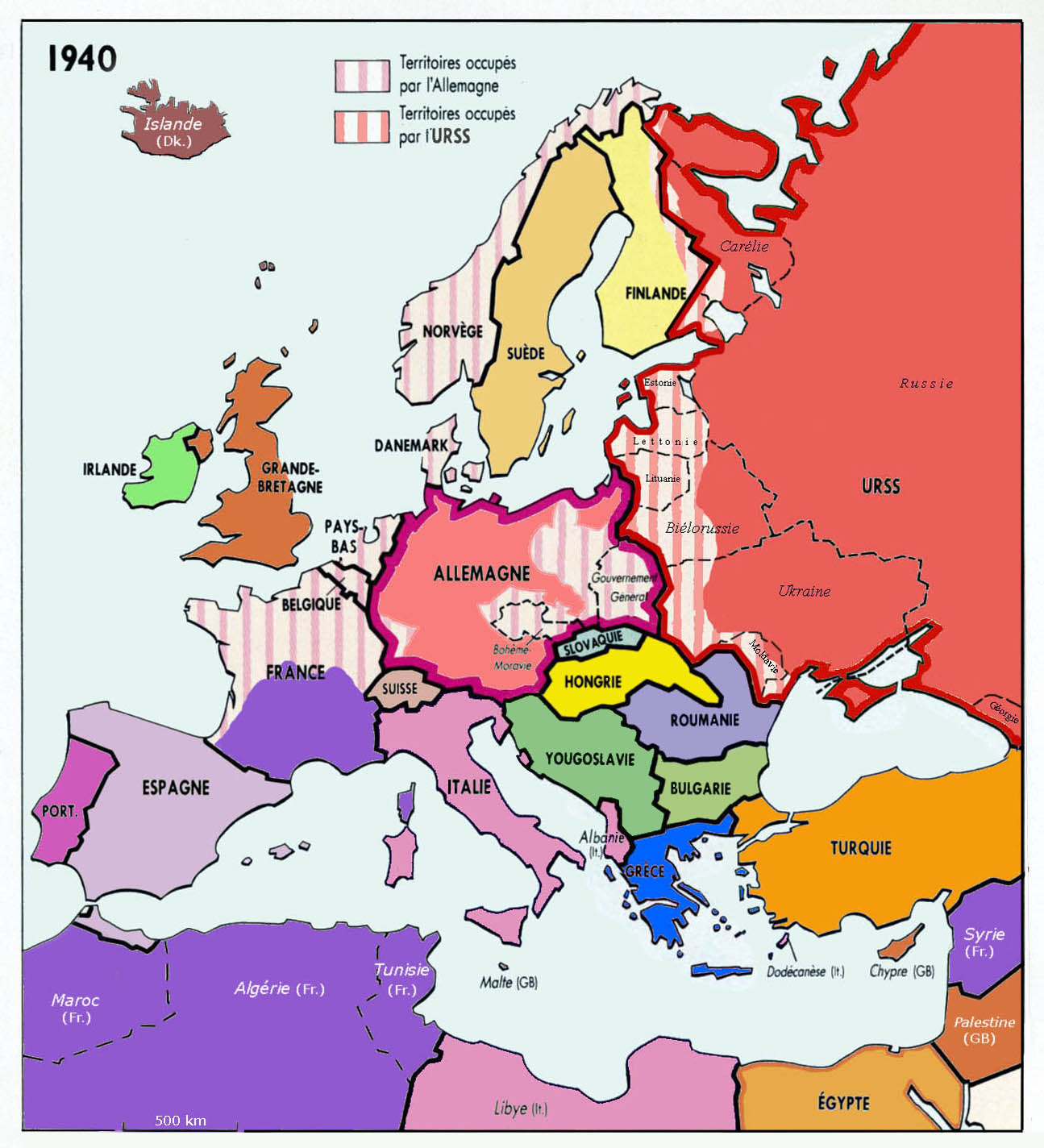
Selon les termes de l’armistice, l’Allemagne annexe l’Alsace et la Lorraine, et occupe le nord et l’est de la France métropolitaine. Le reste de la France, y compris l’Afrique du Nord française et la Syrie, est zone non-occupée (en violet), que le maréchal Pétain gouverne depuis Vichy.

En 1940, entre 300 000 et 330 000 Juifs vivent en France métropolitaine et 370 000 en Afrique française du Nord. Parmi les premiers, 200 000 sont de nationalité française et 130 000 de nationalité étrangère.
À la déclaration de guerre, les Juifs français sont mobilisés comme tous leurs compatriotes et, comme en 1914, de nombreux Juifs étrangers s'engagent dans les régiments de volontaires étrangers. Si on estime à 40 000 le nombre de volontaires juifs incorporés, des Juifs allemands réfugiés en France sont aussi incarcérés comme ressortissants ennemis. En règle générale, les Juifs sont confiants dans la capacité de la France à les protéger des nazis. Mais un bon nombre de Juifs, particulièrement ceux d'Alsace et de Moselle chassés de chez eux par les Allemands, se réfugient en zone non occupée dès juillet 1940.
La convention d'armistice du 22 juin 1940 signé entre le représentant du Troisième Reich d'Hitler et celui du gouvernement français de Pétain, s'il ne comprend aucune disposition relative aux Juifs, prévoit deux clauses qui vont lier leur sort à la politique antisémite de l'Allemagne :
- l'article 3 prévoit que « dans les régions françaises occupées, le Reich allemand exerce tous les droits de la puissance occupante. Le gouvernement français s’engage à faciliter par tous les moyens les réglementations et l’exercice de ces droits[5] » ;
- les articles 16 et 19 prévoient que le gouvernement français doit procéder au rapatriement de la population dans les territoires occupés, que « le gouvernement français est tenu de livrer sur demande tous les ressortissants allemands désignés par le gouvernement du Reich et qui se trouvent en France, de même que dans les possessions françaises, les colonies, les territoires sous protectorat et sous mandat[5]. ».

## Les ordonnances allemandes et les lois contre les Juifs et les étrangers prises par le régime de Vichy

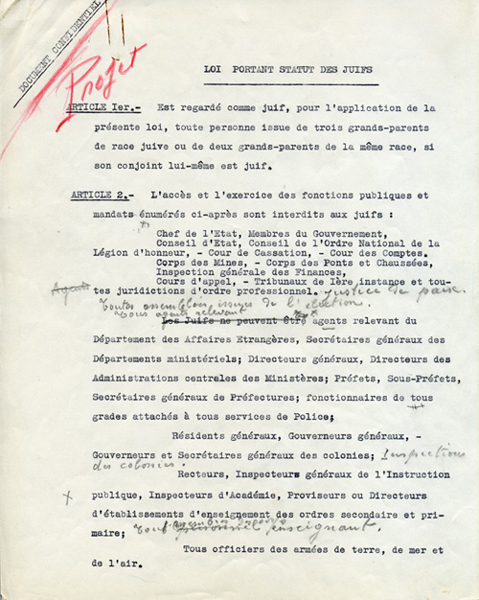
Texte du statut des Juifs, annoté de la main de Pétain (p. 1). Archives Mémorial de la Shoah.
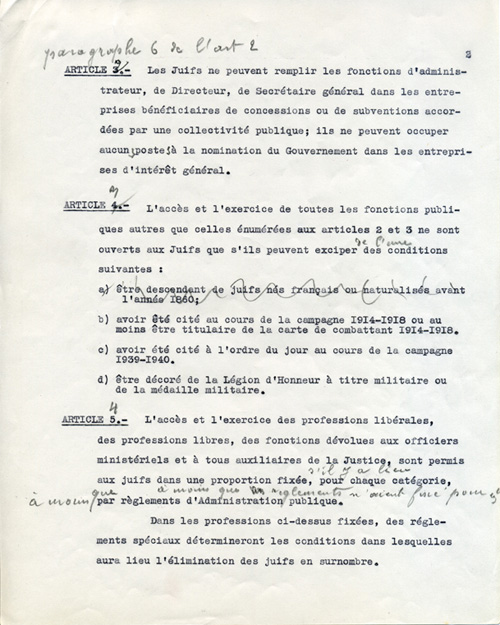
Texte du statut des Juifs, annoté de la main de Pétain (p. 2). Archives Mémorial de la Shoah.
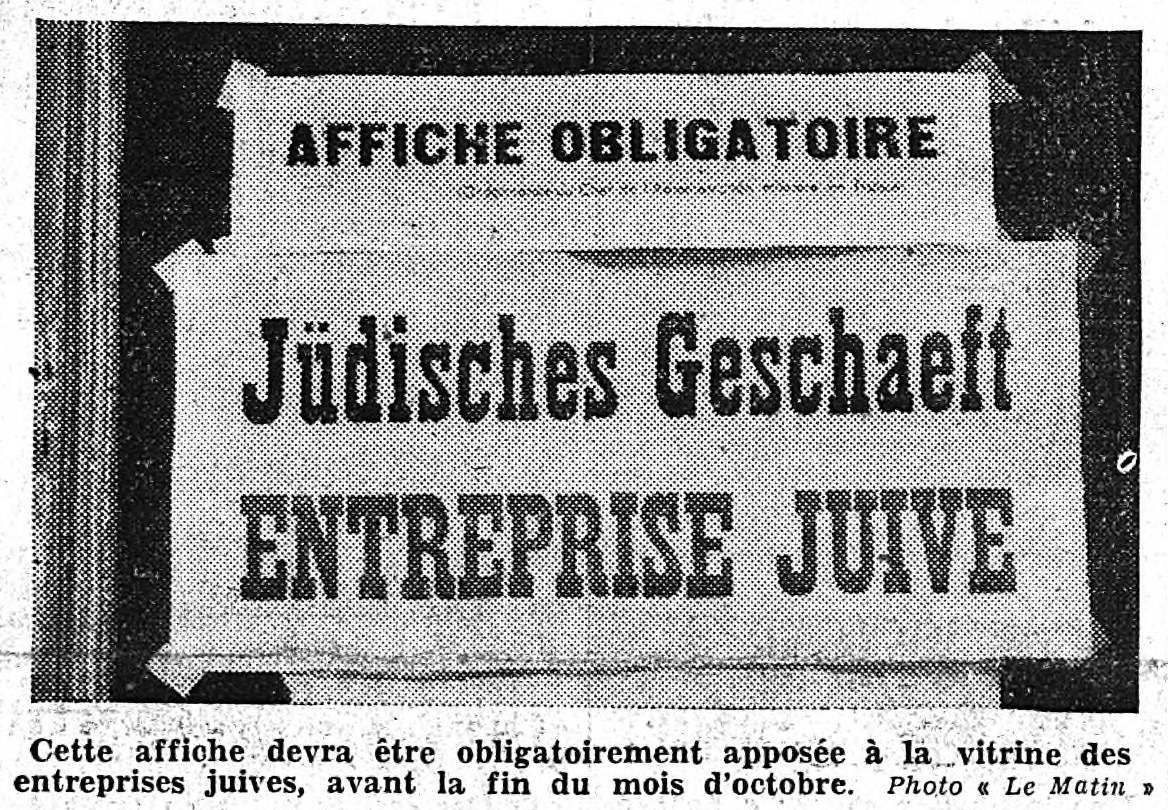
Marque obligatoire bilingue allemand-français à afficher sur la devanture des entreprises juives, France, oct. 1940.
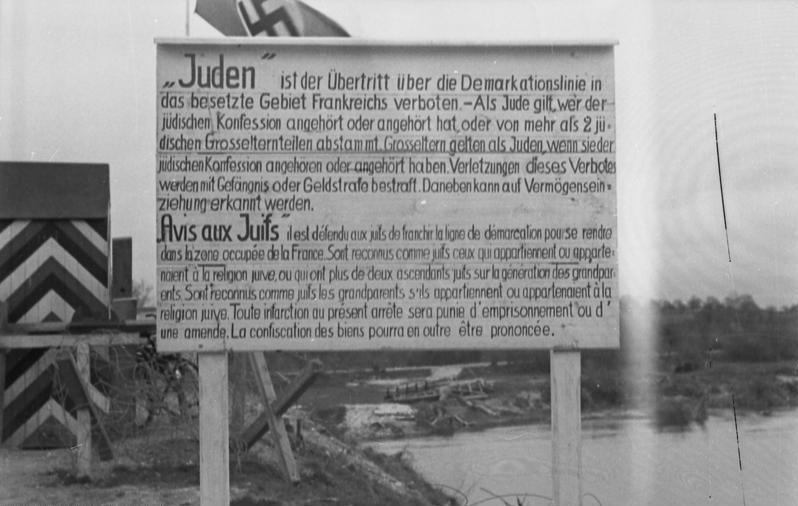
Affiche sur la ligne de démarcation

### De l'armistice à l'invasion de la zone libre

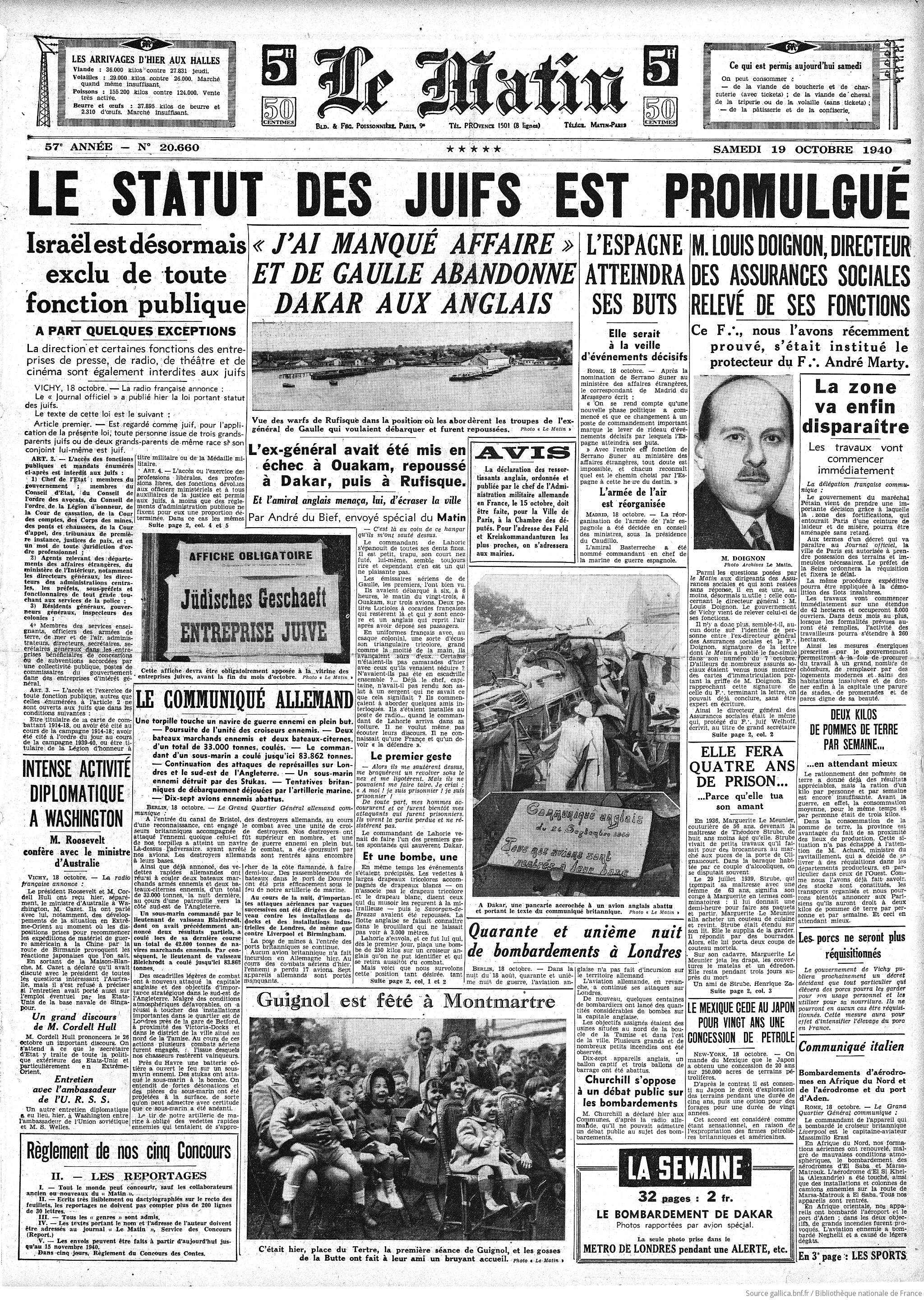
Une du Matin le 19 octobre 1940

Dès l'été 1940, Otto Abetz, l'ambassadeur d'Allemagne à Paris, organise l'expropriation de riches familles juives.
Le 27 septembre 1940, le Militärbefehlshaber (commandement militaire) publie la première ordonnance enjoignant impérativement aux Juifs de la zone Nord (français ou étrangers) de se faire recenser avant le 20 octobre. Le 2 octobre, à Paris, la préfecture de police communique, par voie de presse et d'affiches sur les murs : « La déclaration prescrite par ordonnance du chef de l'administration militaire en France concernant les Juifs sera reçue, à Paris et dans le département de la Seine, par les commissaires de police. » Le préfet de police rend compte au chef de l'administration militaire de la région de Paris, le 26 octobre : « Ce travail a été effectué du 3 au 19 octobre. À cette date, ont été inscrits 85 664 sujets français, 64 070 sujets étrangers, soit au total 149 734 Juifs ». Ainsi commençait le fichage des Juifs, qui allait se poursuivre tout au long de l'Occupation allemande.
Le régime de Vichy prend simultanément ses premières mesures antijuives : le Statut des Juifs du 3 octobre 1940, préparé par Raphaël Alibert mais durci par Pétain lui-même selon un document rendu public en 2010 par Serge Klarsfeld,, interdit aux Juifs français d'exercer certaines professions (enseignant, journaliste, avocat, etc.), tandis que l'acte dit loi du 4 octobre 1940 prévoit d'enfermer les étrangers juifs dans des camps d'internement au sud du pays comme celui de Gurs, où ils sont rejoints par des convois de Juifs déportés par les Allemands depuis des régions que le Reich désire définitivement annexer, comme l'Alsace, la Lorraine et même, pour certains, de Belgique.

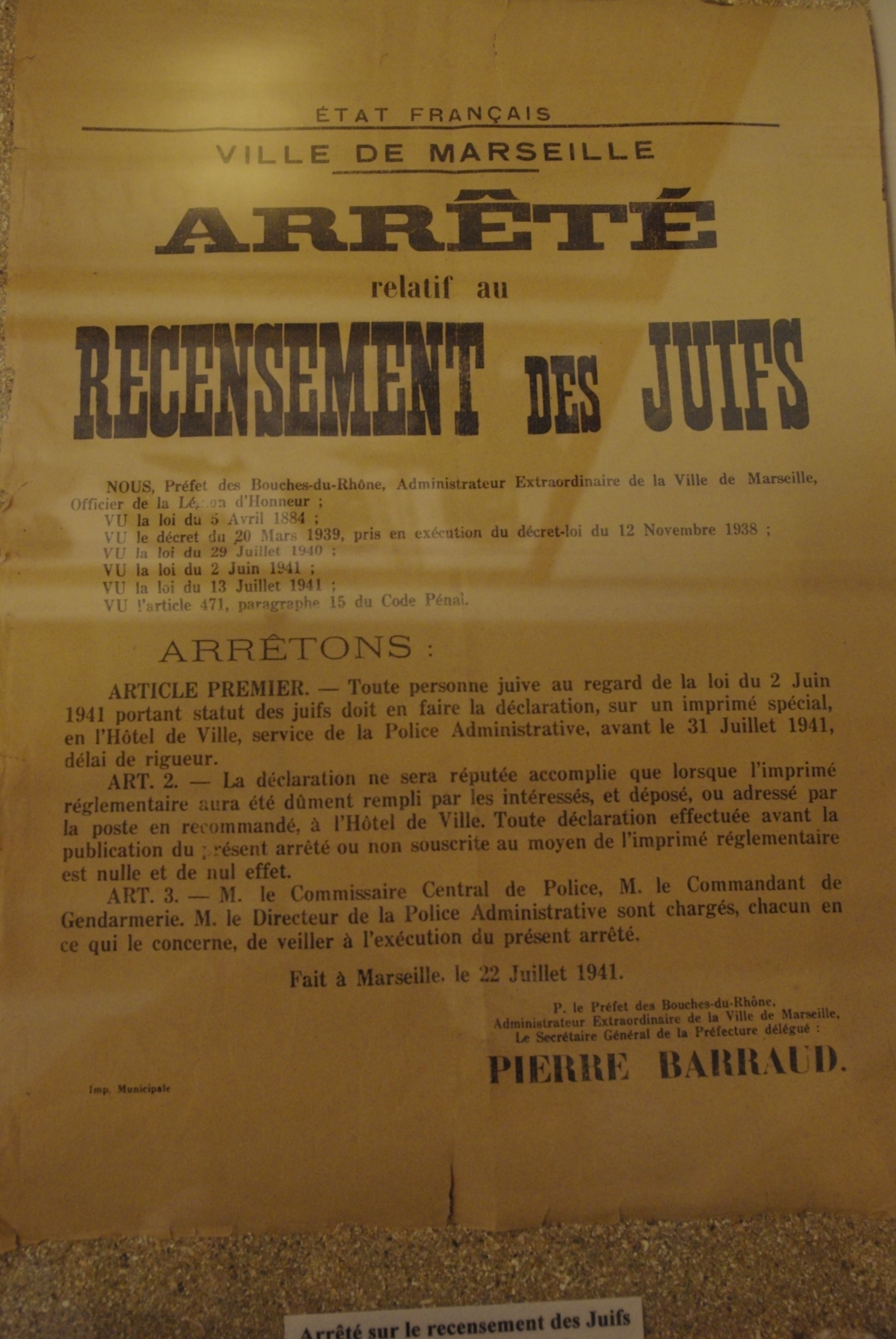
Affiche diffusée à Marseille en juillet 1941 ordonnant le recensement des Juifs

Le Commissariat général aux questions juives créé par l'administration de l'« État français » en mars 1941 organise la spoliation des biens juifs et orchestre la propagande antisémite, tandis que les Allemands commencent, en zone occupée, à établir des fichiers recensant les Juifs et que le Second statut des Juifs du 2 juin 1941 achève de systématiser sur l'ensemble du territoire l'exclusion des juifs des emplois et de la vie de tous les jours . Ces fichiers, dont le fichier Tulard, secondent l'administration nazie dans sa politique de déportation, alors que l'absence de port de l'étoile jaune, qui n'est pas obligatoire en zone non occupée, ne protège pas les Juifs des grandes rafles.
Les biens des Consistoires israélites régionaux, dont les synagogues, sont transférés à l'Union générale des israélites de France, sous la gestion du Commissariat général aux questions juives. Le culte israélite est reconnu par le régime de Vichy et la très grande majorité des synagogues reste ouverte pendant toute la guerre, à l'exception de celles d'Alsace-Lorraine où beaucoup sont détruites ou transformées. Ces synagogues restées ouvertes développent aussi des activités sociales ou culturelles pour aider les juifs. La synagogue de Bayonne est réquisitionnée par les nazis et utilisée par l'intendance de l'armée d'occupation mais, en dehors de l'Alsace-Lorraine, peu de synagogues sont mises à sac par les nazis. Néanmoins, six synagogues parisiennes sont attaquées en octobre 1941 par la Milice française. Le gouvernement de Vichy protège les synagogues après ces attaques pour ne pas choquer l'opinion publique et pour nier la persécution envers les juifs. De même, la synagogue de Fontainebleau est incendiée par des malfaiteurs français en avril 1941.

#### Instauration de l'UGIF
Pour contrôler au plus près la communauté juive, les Allemands créent le 29 novembre 1941 l'Union Générale des Israélites de France (UGIF) chargée de fédérer l'ensemble des œuvres juives caritatives. Les Allemands peuvent connaître ainsi les domiciles des Juifs. Les dirigeants de l'UGIF prennent conscience trop tard la mesure du risque qu'il y a à dialoguer avec les nazis et disparaissent en déportation, tels Raymond-Raoul Lambert et André Baur.

#### Les rafles et la déportation

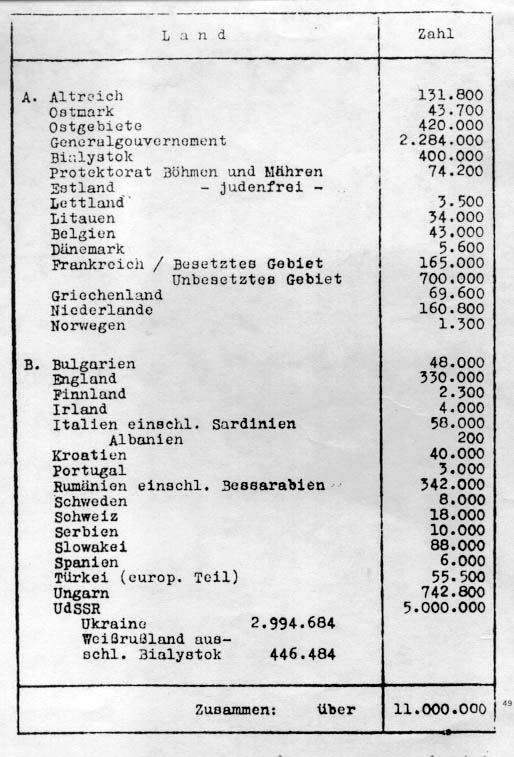
Liste des objectifs de la conférence de Wannsee

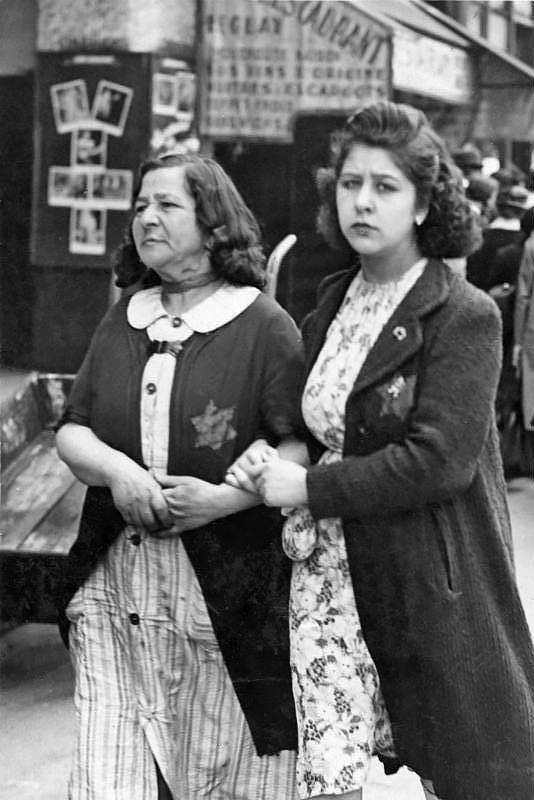
Femmes juives devant porter l'étoile jaune, Paris, juin 1942

Une ordonnance allemande ordonne le port de l'étoile jaune à tous les Juifs âgés de plus de 6 ans le 29 mai 1942.
Antérieurement, des arrestations de Juifs en France commencent dès 1940 pour des personnes individuelles, et massivement en 1941. La première rafle a lieu le 14 mai 1941. Les Juifs arrêtés, hommes et étrangers, sont internés dans les premiers camps de transit : le camp de Pithiviers et celui de Beaune-la-Rolande dans le Loiret (3 747 hommes). La deuxième rafle, les 20-21 août 1941, concerne 4 232 hommes français et étrangers, qui sont conduits au camp de Drancy. Ces camps sont organisés par l'administration vichyste et gardés par des gendarmes français.
La déportation de Juifs de sexe masculin vers les camps d'extermination allemands commence le 27 mars 1942, date du départ de Paris pour Auschwitz du premier convoi. Elles visent également les femmes et les enfants à compter de la rafle du Vel d'Hiv des 16 et 17 juillet 1942, durant laquelle 13 000 Juifs sont arrêtés par des policiers de la Préfecture de Paris et par la police et la gendarmerie françaises, qui en zone occupée, sont sous l'autorité allemande et appliquent les ordonnances allemandes contre les Juifs. En 1942 sont ainsi remis aux Allemands les Juifs qui, n'ayant pas la nationalité française, avaient antérieurement été internés dans des camps ; plusieurs dizaines de milliers d'entre eux partent du camp de Drancy pour être tués dans les camps d'extermination.

En zone non occupée, à partir d'août 1942, les Juifs étrangers qui après l'armistice avaient été internés dans les camps de réfugiés du Sud-Ouest de la France, dont Gurs, sont à nouveau arrêtés et déportés dans des convois à destination de la zone occupée, puis des camps d'extermination en Allemagne et en Pologne. Par la seule rafle du 26 août 1942, orchestrée par les services du secrétaire général à la Police du gouvernement de Vichy René Bousquet, 6 584 juifs étrangers ou apatrides résidant en zone sud (non encore occupée à cette date) sont arrêtés et livrés aux Allemands. Cette implication de la police et la gendarmerie françaises des 40 départements de la zone libre joue un rôle certain dans la prise de conscience de la Shoah par les Français. 

### De l'invasion de la zone libre à la capitulation de l'Allemagne le 8 mai 1945
En novembre 1942, l'ensemble du territoire est sous contrôle allemand, à l'exception de la zone d'occupation italienne où les Juifs sont plutôt épargnés, ceci jusqu'à la chute du régime de Mussolini et au remplacement des troupes italiennes par les Allemands en septembre 1943. Alois Brunner organise alors de meurtrières rafles sur la Côte d'Azur.
Les autorités allemandes prennent de plus en plus en charge la traque des Juifs, alors que Vichy doit composer avec une opinion rendue progressivement sensible aux persécutions et que la Résistance juive se structure. Cependant, la Milice constituée de Français acquis à l'idéologie nazie, redouble d'activité pour livrer aux Allemands les familles juives dont elle connaît l'existence. C'est ainsi que le rythme des convois vers l'Allemagne s'amplifie. Les derniers, en provenance du camp de Drancy, quittent la gare de Bobigny le 31 juillet 1944.
En Algérie, le général Giraud puis le général de Gaulle tardent à rétablir la légalité républicaine : les Juifs ne retrouvent ainsi la citoyenneté française que le 20 octobre 1943.
Entre 1942 et 1943, dans la clandestinité, des groupes de résistants favorisent la création du SERE (Service d'évacuation et de regroupement d'enfants — qui devient en 1944 l'OPEJ). Sa mission essentielle consiste alors à sauver des enfants juifs dont les parents ont été déportés ou ont disparu. Ces enfants, menacés d'arrestation et de déportation, sont mis à l'abri dans des familles et institutions non juives. Dès septembre 1944, l'OPEJ regroupe les enfants dans des maisons d'enfants de déportés, créées à leur intention.
L'hostilité de l'opinion publique et de l'église catholique, la crainte de la victoire des Alliés expliquent aussi une moindre coopération des autorités de Vichy avec les Allemands à partir de 1943.

## Le camp de Drancy
D'août 1941 à août 1944, le camp d'internement de Drancy ou camp de Drancy est la plaque tournante de la politique de déportation antisémite en France. Situé au nord-est de Paris, dans la ville de Drancy, ce camp, dirigé successivement par Theodor Dannecker, Heinz Röthke, puis Alois Brunner, est pendant trois ans le principal lieu d'internement avant déportation depuis la gare du Bourget (1942-1943) puis la gare de Bobigny (1943-1944) vers les camps d'extermination nazis ; pour la majorité des convois il s'agit d'Auschwitz. Neuf Juifs déportés de France sur dix passent par le camp de Drancy lors de la Shoah.

## Les convois de la déportation

Les routes de la déportation et de la Shoah.

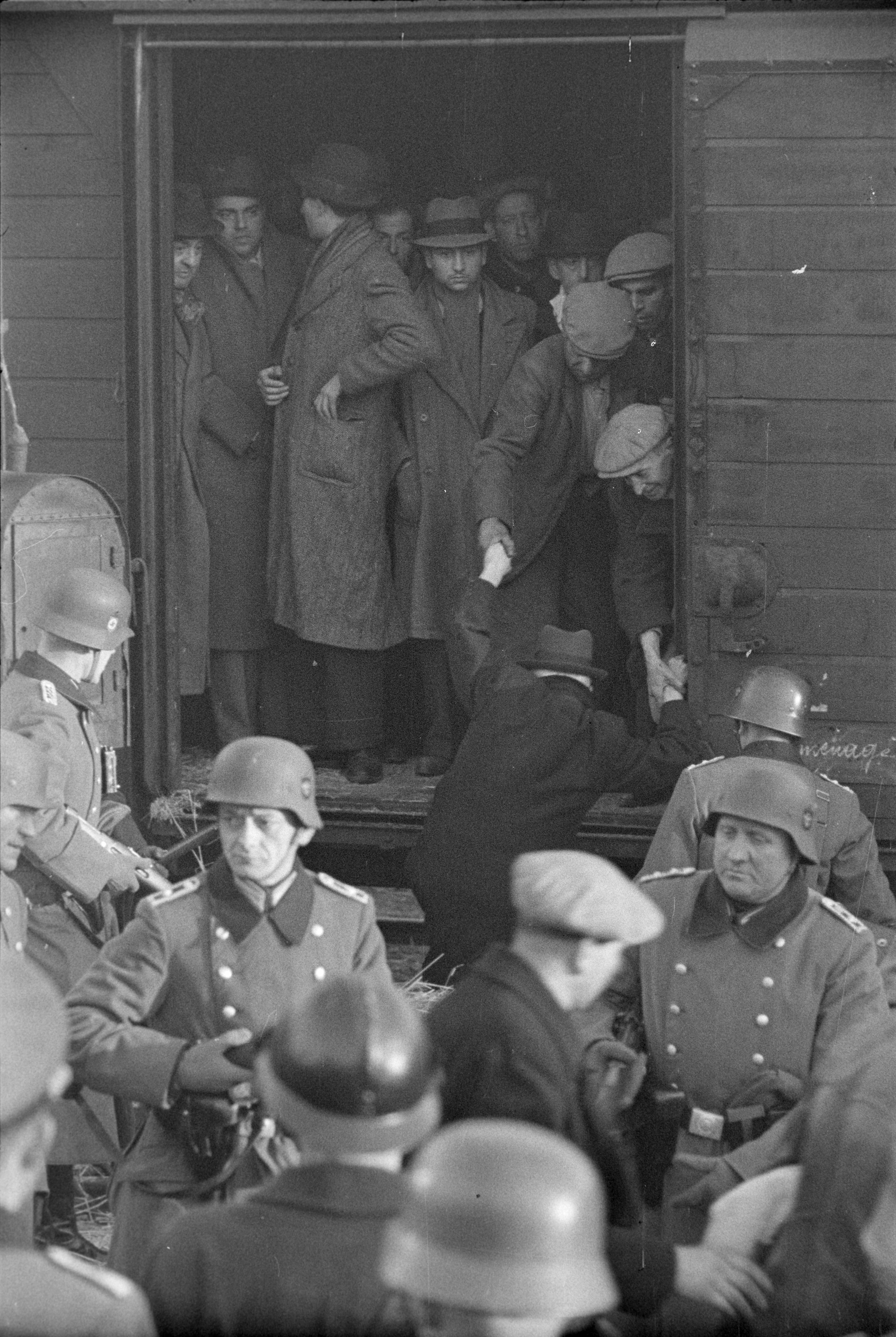
Déportation de Juifs, gare d'Arenc à Marseille, 24 janvier 1943

Il y eut environ 79 convois de la déportation partis de France sur trois années, notamment depuis le camp de Drancy et à destination d'Auschwitz. Ils étaient principalement composés de personnes présumées comme étant de religion, d’appartenance ou d’ascendance juive. Ces convois sont une des composantes, en France, de la Shoah. Le premier convoi quitte le territoire français le 27 mars 1942 et le dernier, le 31 juillet 1944.
Les convois 41, 43, 54, 56 n'existent pas en raison d'erreurs de dénomination commises à l'époque, et le 64 est parti avant le 63, là aussi en raison d'une erreur. Les deux derniers (78 et 79) n'ont pas reçu de numérotation.
Les convois 50 à 53 sont dirigés vers Sobibor, le convoi 73 vers Kaunas et vers Réval (Tallinn), le convoi 79 vers Buchenwald. Tous les autres convois sont dirigés vers Auschwitz.
Les déportés du Nord et du Pas-de-Calais, environ 1 000 personnes dont 202 enfants, sont convoyés par la Belgique.
En ce qui concerne les Juifs étrangers (« réfugiés » en France), les données d’analyse géographique font apparaître de nombreux décès, ainsi de Juifs allemands au camp de Gurs (Pyrénées-Atlantiques) pendant l’hiver 1940-1941. Les« Juifs étrangers » réfugiés en « zone libre » avaient été enfermés par Vichy dans les divers camps français dès l’automne 1940 : Gurs (près de Pau), Récébédou et Noé (près de Toulouse), Le Vernet (Ariège),Rivesaltes (près de Perpignan), Aix-les-Milles (près de Marseille).
Les 16 premiers convois, du 27 mars 1942 (convoi n°1) à début août 1942, marquent une forte surreprésentation des Juifs polonais ; pour les convois 1 à 7, de Juifs polonais résidant à Paris ou en zone occupée. Le convoi n°8 (814déportés, dont 118 enfants) marque une particularité : il part d’Angers, avec de forts effectifs de Juifs résidant dans les départements de l’Ouest, en zone occupée, Juifs étrangers et même déjà Juifs français, en violation des conventions d’armistice. Le convoi n°18 du 12 août 1942 (1007 déportés) est exclusivement composé de Juifs allemands des camps du Sud de la France.
Les convois n°20 à 25, du 17 au 28 août 1942, marquent une surreprésentation très forte des Juifs parisiens (Juifs français), à la suite de la « Rafle du Vel d’Hiv » des 16 et 17 juillet 1942 (p.ex. le convoi n°22 comporte993 personnes dont 605 enfants ; entre 300 et 600 enfants dans chacun de ces convois).
Les convois n°26 à 33 (du 2 au 16 septembre 1942) marquent une forte représentation des Juifs allemands, à la suite de la rafle du 26 août 1942 organisée par Vichy en zone « libre », se traduisant par l’arrestation et la déportation de 6600 Juifs étrangers (ainsi, par exemple, le convoi n°30avec de nombreux Juifs du Lot-et-Garonne).
Les rafles et convois continuent bien sûr après l’invasion de la zone Sud en novembre1942. Ainsi, par exemple, de la rafle des 22-24 janvier1943 à Marseille, organisée conjointement par Vichy et les Allemands (Oberg), pour « nettoyer » le quartier du Vieux-Port. Y compris après le Débarquement en Normandie, on compte encore plusieurs convois (n° 76 à 82, du 30 juin au 20 août 1944).
L’année 1944 se traduit pas une politique de traque plus expéditive encore, par les Allemands comme par la Milice. Peu connus, de véritables massacres ont eu lieu : massacres perpétrés par la division Brehmer en Dordogne fin mars 1944 (345 p., civils juifs et non-juifs), massacres organisés par Klaus Barbie à Lyon, mai-juillet 1944, tragédie des puits de Guerry (Cher, juillet 1944 – 36 victimes juives pour la plupart jetées vivantes dans des puits).
Cf Approche spatiale par Jean-Luc Pinol

## Les victimes de la Shoah en France

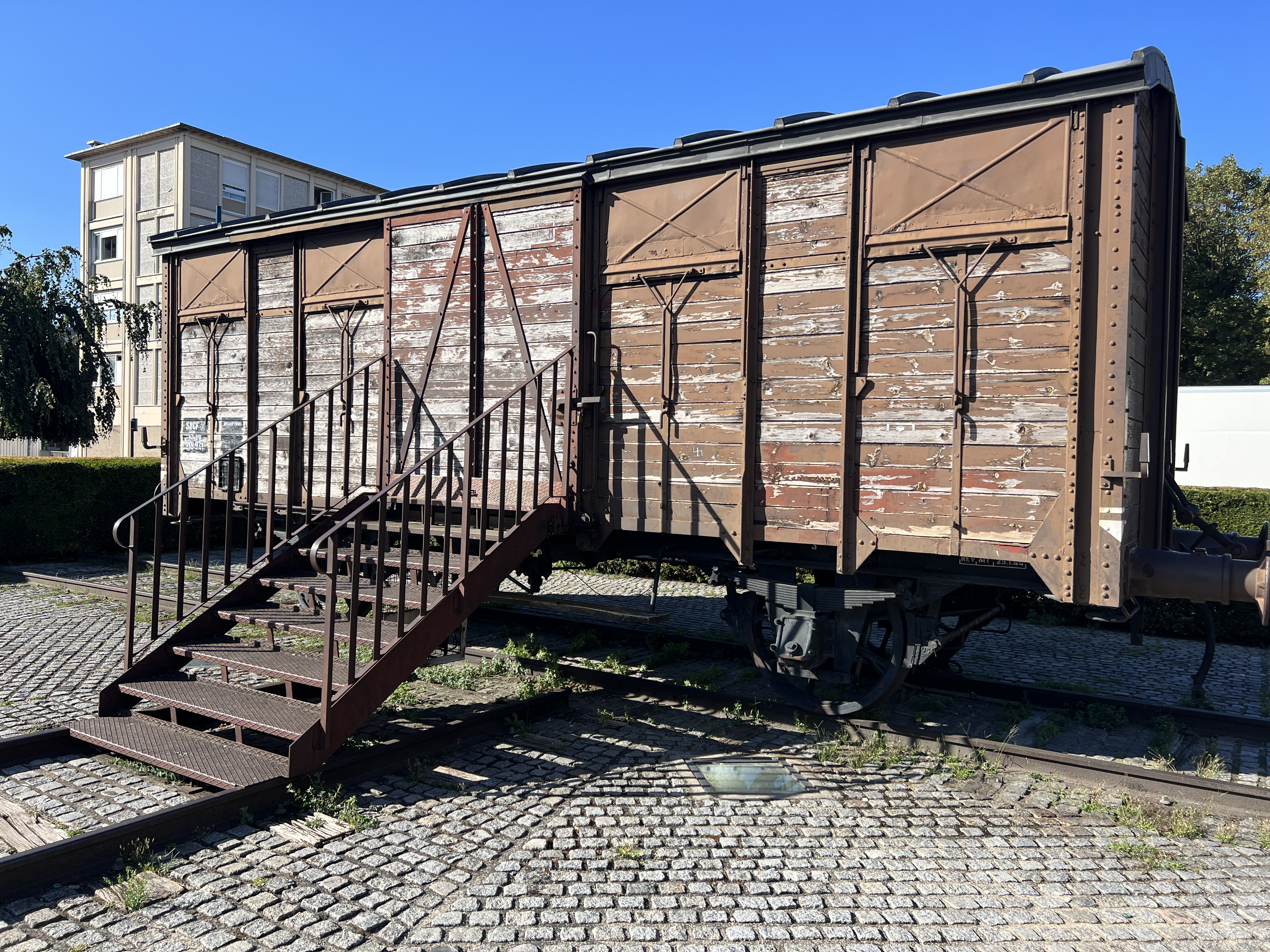
Wagon au camp de Drancy.

Selon des chiffres établis par l'association des Fils et filles de déportés juifs de France présidée par Serge Klarsfeld et publiés en 1985, l'opération d'arrestation est exécutée par la police et la gendarmerie françaises pour au moins 85 % des Juifs déportés de France et il en résulte :
- 75 721 Juifs[28], dont près de 11 000 enfants, sont déportés de France entre mars 1942 et août 1944,
- dont seulement 2 566 survivants sont comptabilisés à la libération des camps en 1945, soit environ 3 % des déportés.

On dénombre 74 convois en direction des camps de concentration ou d'extermination, la plupart partis de la gare du Bourget (1942-1943) et de la gare de Bobigny (1943-1944) ; le premier, en date du 27 mars 1942, est parti de Compiègne et le dernier, le 18 août 1944, de Clermont-Ferrand :
- près de 90 % des 75 721 Juifs déportés le sont vers Auschwitz ;
- en 1942, les 43 convois sont partis pour Auschwitz-Birkenau ;
- en 1943, sur 17 convois, 13 sont allés à Auschwitz et 4 à Sobibor ;
- en 1944, sur 14 convois, 12 sont partis pour Auschwitz, un est parti pour Kaunas et Reval (le convoi 73) et le dernier vers Buchenwald (le convoi 79).

Outre les déportés, 3 000 personnes sont mortes dans les camps d'internement français et il est procédé à environ 1 000 exécutions de Juifs sur le sol français ; ces 4 000 victimes s'ajoutent aux 75 721 déportés et porte le bilan total de la « solution finale » pour la France à environ 80 000 assassinats, dont 11 000 enfants et 55 000 étrangers. Seulement 4 % des déportés juifs de France vers les camps de la mort survivent.

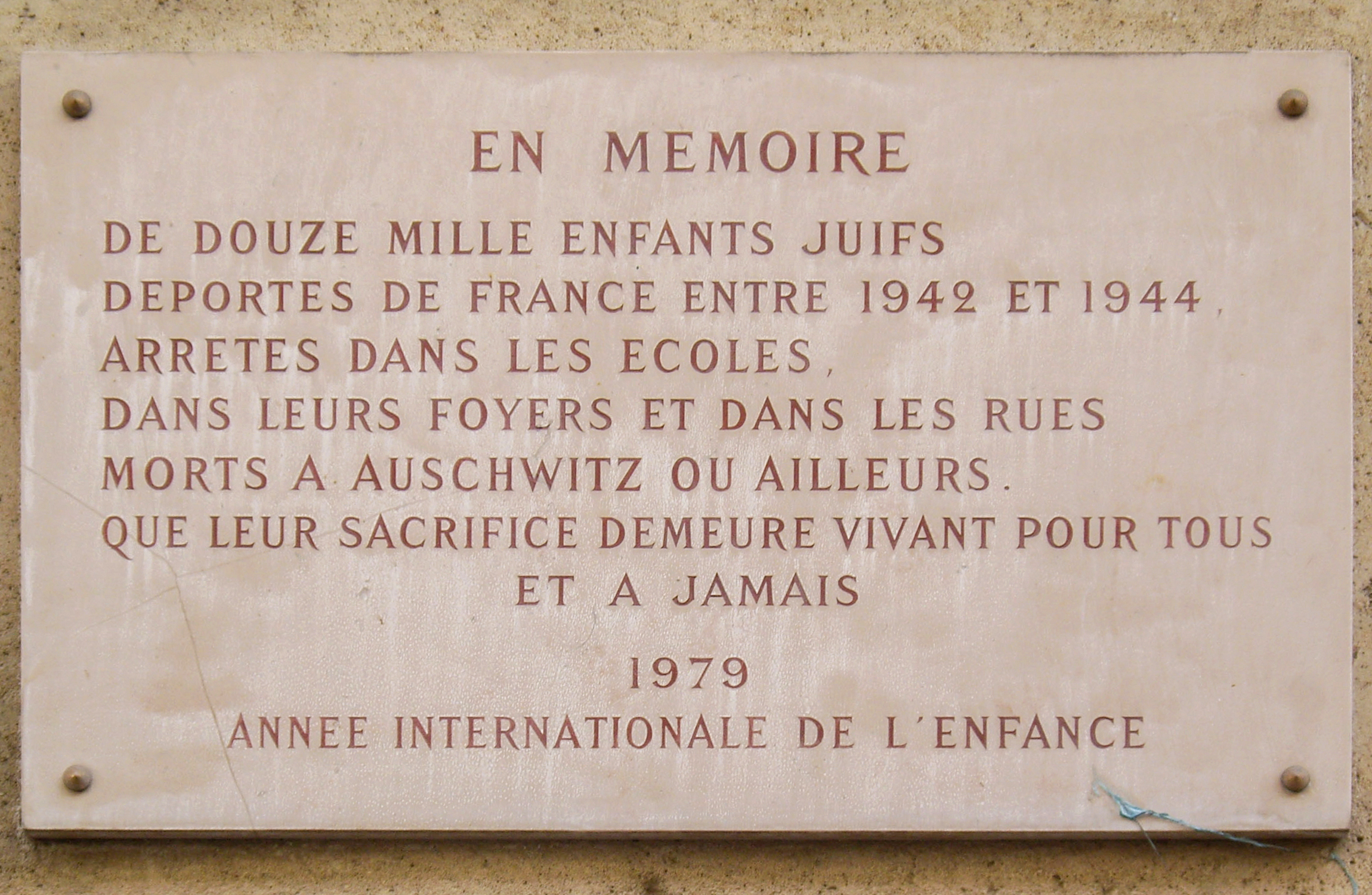
Plaque commémorative pour les 12 000 enfants juifs arrêtés puis assassinés après notamment leur déportation de France vers Auschwitz, entre 1942 et 1944, rue Buffault à Paris.

Les nationalités les plus touchées parmi les Juifs déportés de France ont été les Polonais (environ 26 000), les Français (24 000 dont 8 000 naturalisés et plus de 7 000 sont des enfants nés en France de parents étrangers), les Allemands (7 000), les Russes (4 500), les Roumains (3 300), les Autrichiens (2 500), les Grecs (1 500), les Turcs (1 300), les Hongrois (1 200).
Concernant les Juifs français, Serge Klarsfeld évalue à environ 1 500 les Juifs natifs d'Algérie.
De fait, les trois quarts des quelque 320 000 Juifs vivant alors en France survivent,. Cette proportion est remarquable si on la compare à d'autres pays occupés d'Europe, telle la Belgique (55 % de survivants) et les Pays-Bas (25 %).
On observe une forte disparité entre Juifs de nationalité française et étrangers « Environ 16 % des juifs français en 1940 ont été déportés, contre 40 % des juifs étrangers ». Les explications avancées pour comprendre cette différence sont nombreuses comme la maîtrise du français, leurs relations familiales, amicales ou professionnelles, etc. La thèse, défendue par les avocats de Pétain puis par quelques historiens (notamment Raul Hilberg, Alain Michel), selon laquelle la survie de nombreux Juifs de France est due aux atermoiements du gouvernement Laval qui s'est efforcé plusieurs fois de s'opposer à la déportation de nationaux français, a été réfutée depuis par d'importants travaux historiques, basés notamment sur l'analyse des archives et qui indiquent que la collaboration du régime de Vichy dans l'arrestation et la déportation des Juifs, français comme étrangers, est indubitable.
Une liste des victimes de la Shoah en France est accessible en ligne sous forme d'un moteur de recherche.

## La survie des Juifs en France pendant la Seconde Guerre mondiale
Face aux périls qui pèsent sur eux, les Juifs de France qui n'ont pas pu fuir à l'étranger n'ont d'autre choix que de se cacher ou de combattre.

### Se cacher pour survivre
Pour les Juifs, il s'agit tout d'abord de survivre. Survivre, cela signifie éviter l'arrestation qui conduit dans les camps d'internement en France (comme ceux de Gurs et des Milles en zone sud et ceux de Beaune-la-Rolande et Pithiviers en zone occupée) puis au camp de Drancy, avant le transfert en Allemagne dans les camps de la mort depuis principalement la gare du Bourget (1942-1943) et la gare de Bobigny (1943-1944). Pour éviter la dénonciation ou l'arrestation, se faire le plus discret possible est indispensable et, en cas d'une mauvaise rencontre avec la police française ou allemande, mieux vaut avoir des faux papiers qui ne mentionnent plus de noms juifs ou de lieux de naissance en Europe centrale ou orientale. Encore faut-il bien choisir ce nom de façon à garder les mêmes initiales et à ne pas trop contrefaire sa signature et être convaincant en déclinant son identité sans accent étranger.
Survivre signifie aussi avoir de quoi nourrir et loger sa famille. De par le statut des Juifs, beaucoup d'entre eux perdent leur droit d'exercer leur métier s'ils sont médecins, professeurs, fonctionnaires civils ou officiers par exemple. Tous les entrepreneurs, du patron des Galeries Lafayette aux petits boutiquiers, perdent aussi leur entreprise de par une ordonnance allemande du 18 octobre 1940 qui organise « l'aryanisation » des entreprises appartenant à des Juifs. Il leur faut donc exercer des métiers ne nécessitant guère d'investissements ni de protections comme représentant de commerce. Avant l'invasion par les Allemands de la zone libre, les grandes villes du sud comme Marseille peuvent encore fournir abri et emploi.
Après novembre 1942 et l'occupation allemande de presque tout le territoire, Marseille ou Toulouse deviennent aussi dangereuses pour les Juifs que Paris. Beaucoup de Juifs se réfugient alors à la campagne. De nombreux Français non-juifs leur fournissent asile et protection ou leur évitent l'arrestation en les prévenant à temps. Un des actes les plus héroïques est à l'actif de policiers qui font échouer une rafle à Nancy. Certains de ces Français ont été nommés Justes parmi les nations par l'institut Yad Vachem. L'histoire du Chambon-sur-Lignon et du pasteur André Trocmé a souvent été célébrée mais des milliers d'autres Juifs ont dû leur survie à des inconnus. D'autres petites villes s'illustrent aussi par la protection qu'elles fournissent aux enfants ou aux familles juifs, comme Dieulefit et Moissac.
Des milliers de familles doivent confier leurs enfants à des familles non juives pour qu'elles les abritent sous un faux nom le temps de la guerre. Ces enfants sont généralement épargnés mais tous ne retrouvent pas leurs parents et quelques-uns y perdent la connaissance de leurs racines juives.
Survivre, c'est enfin s'organiser pour s'entraider. « Nous étions si seuls » a écrit Wladimir Rabi. Lors de leurs proclamations, les mesures anti-juives ne créent guère de remous. Les Juifs sont chassés de la fonction publique, du professorat ou de l'exercice de la médecine, de la pharmacie et de l'avocature sans que cela émeuve ces professions. André Néher, professeur d'allemand, en a témoigné. L'Église catholique attend les rafles de l’été 1942 et les prises de position des cardinaux Pierre Gerlier et Jules Saliège pour exprimer sa compassion et parfois protéger des Juifs cherchant un asile, la hiérarchie ecclésiastique pétainiste étant indifférente à de rares exceptions près au sort de la population juive alors que certains fidèles catholiques agissent dans l'ombre, à leur faible niveau, mais de manière efficace dès la proclamation des mesures anti-juives.
Des juifs originaires d'Afrique du Nord vivant en métropole ont aussi eu recours à des stratégies de dissimulation en se faisant passer pour musulmans afin d'échapper aux arrestations et à la déportation. Pour nombre d'entre eux, revêtir l'identité d’un Arabe de confession musulmane constituait un subterfuge fréquent. La langue arabe, encore fréquemment parlée dans les familles juives nord-africaines installées en France, représentait un atout dans cette démarche. Le port d’un patronyme nord-africain renforçait cette ambiguïté, d’autant que les autorités de Vichy comme les forces allemandes éprouvaient des difficultés à identifier précisément les individus. Cette ambivalence était utilisée instinctivement lors des contrôles ou en cas de menace. Selon l'historien Jean Laloum, de nombreux témoignages attestant de cette pratique sont présents dans les archives et mettent en lumière comment des juifs nord-africains, confrontés à la menace d’arrestation, adoptaient spontanément une identité musulmane pour échapper aux persécutions.
En 1942, des Juifs séfarades dont Salim Hallali trouvent aussi refuge à la Grande Mosquée de Paris.

### Les sauveteurs
(juin 2024).
De nombreuses organisations sont impliquées dans le sauvetage et le secours des juifs pendant la Shoah en France:
- Grande Mosquée de Paris[45]
- Comité d’Action et de Défense de la Jeunesse Juive
- Alliance israélite universelle
- Comité de la rue Amelot
- American Friends Service Committee (AFSC)
- American Jewish Joint Distribution Committee (JDC ; Jewish Joint)
- American Relief for France (ARF)
- Armée Juive (AJ) ou Organisation juive de combat (OJC)
- Assistance Médicale aux Enfants d’Émigrés
- Association des Israélites Pratiquants (AIP), Marseille
- Groupe Cachoud
- Commission des Centres de Rassemblement
- Commission Centrale des Organisations Juives d’Assistance (CCJOA)
- Consistoire central israélite de France
- Centre de Reclassement Professionnel
- Œuvre de secours aux enfants (OSE)
- Amitié judéo-chrétienne
- Service Clandestin de Placement de Enfants de la WIZO
- Comité de Bienfaisance Israélite de Paris
- Comité de Coordination des Œuvres de Bienfaisance Israélites à Paris
- Comité de Défense des Juifs
- Conseil représentatif des israélites de France (CRIF)
- Éclaireurs Israélites de France (EIF), La Sixième
- Fédération des sociétés juives de France (FSJF)
- Réseau Garel
- Réseau Marcel (ou Réseau Abadi)
- Ligue internationale contre l'antisémitisme (LICA)
- Main Forte (MF)
- Service André
- Union générale des israélites de France (UGIF)
- Comité Unitarien pour le Secours, Marseille

Les organisations juives comme les Éclaireurs Israélites de France et l'Œuvre de secours à l'enfance réussissent à sauver de nombreux enfants en organisant l'évasion vers la Suisse. Le Consistoire central israélite de France, sous l'impulsion de son président Jacques Helbronner et du grand-rabbin Isaïe Schwartz avec son adjoint Jacob Kaplan, crée des caisses de secours et multiplie les démarches auprès des autorités de Vichy et de l'Église catholique pour obtenir des soutiens. Pour éviter le désastre total, il est nécessaire de coordonner les efforts de tous. En juillet 1943, des négociations permettent de créer le Comité général de défense juive. Un accord conclu avec le Consistoire central aboutit à la création clandestine du Conseil représentatif des israélites de France (CRIF) dont la charte est définitivement élaborée en 1944. Sa première tâche est d'unifier les actions de sauvetage.

### Combattre

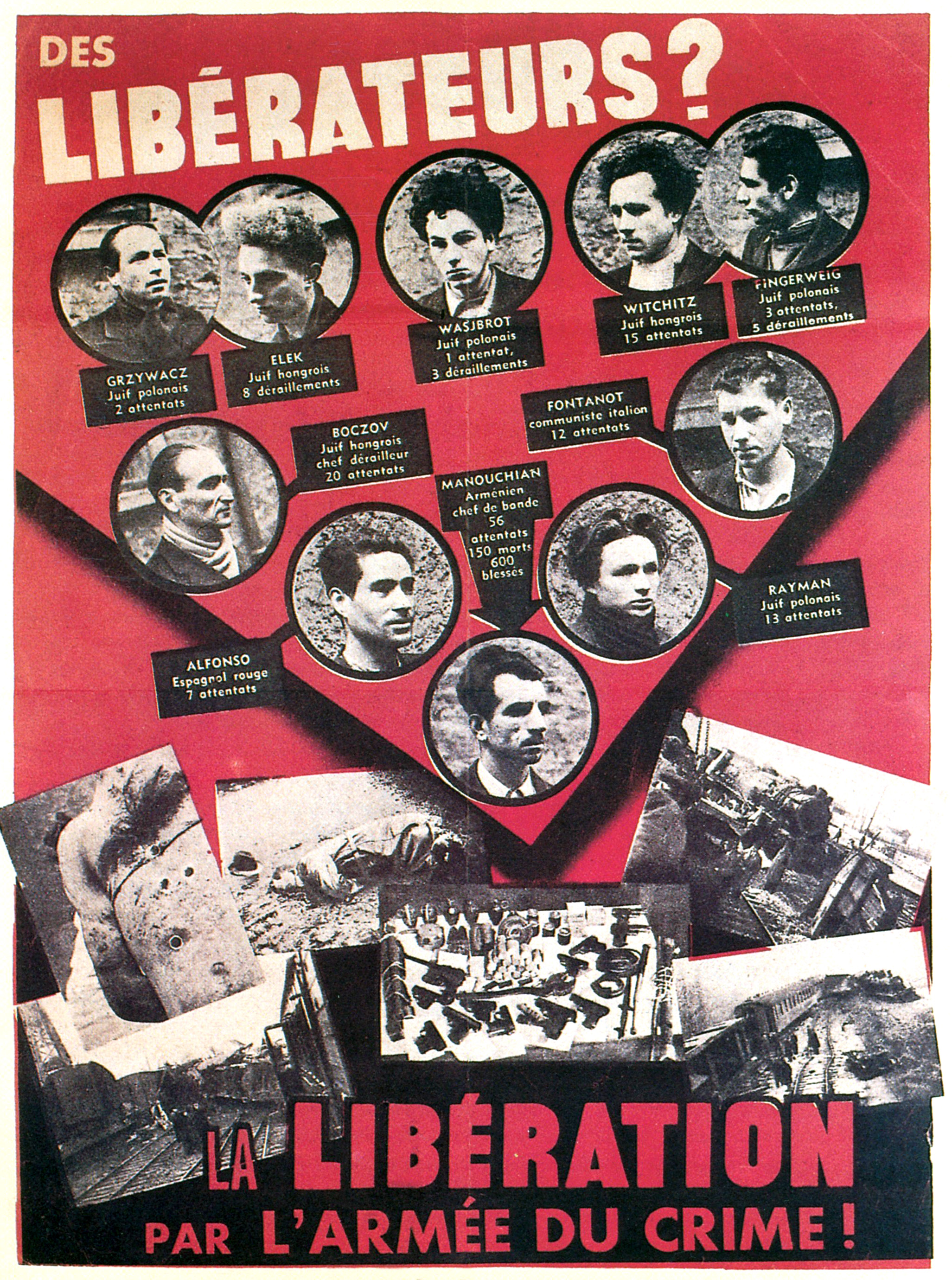
L'Affiche rouge.

Des Juifs ou personnes d'origine juive (puisque les nazis leur promettaient le même sort) choisissent de lutter contre l'Allemagne nazie et leur engagement dans la Résistance intérieure ou la France libre est parfois précoce. Ainsi, le premier civil à rejoindre le général de Gaulle est un Juif, René Cassin,. Beaucoup d'autres suivent, dont François Jacob, Maurice Schumann, Pierre Mendès France, Pierre Dac, Pierre Laroque ou Jean-Pierre Lévy, chef national du mouvement Franc-Tireur, dont fait aussi partie l'historien Marc Bloch. On peut également citer le cas de Michel Debré, maître des requêtes au Conseil d' Etat, entré dans le réseau CDLR en février 1943, dont le père était médecin, professeur de médecine à la faculté de Paris et dont le grand-père paternel était rabbin. Les spécificités de la menace qui planait sur tous les Juifs ont incité certains d'entre eux à se regrouper pour secourir les internés dans les camps français (Beaune-la-Rolande, le camp des Milles, etc.), favoriser les filières d'évasion, la confection de faux papiers et lutter pour la libération. Les premiers réseaux clandestins se sont formés autour des Éclaireurs Israélites de France dès 1941 avec Robert Gamzon et de l'Œuvre de secours aux enfants (OSE) avec le docteur Joseph Weill et Georges Loinger.
Une résistance militaire s'organise aussi avec Jacques Lazarus autour de l'Armée juive (qui devient à la Libération l'Organisation juive de combat ou OJC) qui prend le maquis dans la Montagne Noire, près de Castres.
Isaac Schneersohn crée en 1943 le Centre de documentation juive contemporaine (CDJC), destiné à recueillir les preuves documentaires de la Shoah, dont Léon Poliakov prend la direction dès la Libération. Le CDJC est à l'origine du Mémorial de la Shoah.
Le régime de Vichy donne particulièrement d'ampleur au procès de la Main-d'œuvre immigrée (FTP-MOI), organisation communiste en marge des organisations juives mais composée principalement de Juifs. L'Affiche rouge, placard de propagande publié par le régime de Vichy, où apparaissent plusieurs résistants juifs, témoigne de leur courage célébré par Louis Aragon et Léo Ferré.

## La libération
À la Libération, les Juifs de France doivent faire face à deux priorités : prendre soin des milliers d'enfants orphelins qui ont perdu leurs parents dans la Shoah et récupérer les biens et les entreprises dont ils ont été spoliés.

## Les responsabilités

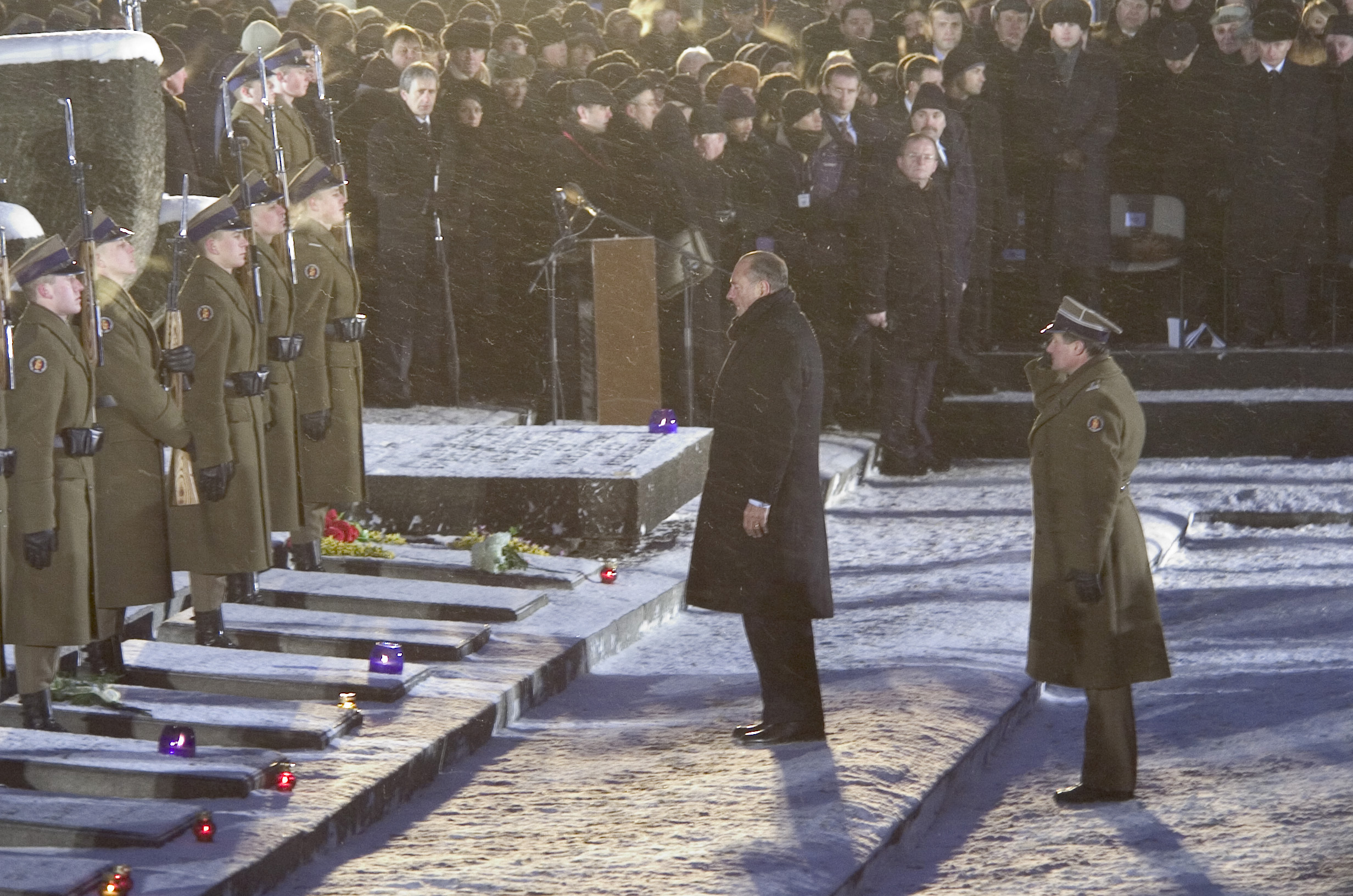
Jacques Chirac en 2005 lors de la commémoration du 60e anniversaire de la libération du camp d'Auschwitz, en Pologne.

Après la Libération, tous les présidents de la IVe et de la Ve République refusent de reconnaître la responsabilité de la France au motif que le régime de Vichy, qui avait contribué pour partie à ces crimes, n'était pas légitime, Charles de Gaulle ayant proclamé en août 1944 : « Vichy fut toujours et demeure nul et non avenu ». Alors qu'une partie de la machine étatique, administrative et policière française a suppléé et parfois devancé l'occupant nazi dans l'entreprise de persécution et de destruction des Juifs présents sur le territoire, c'est finalement Jacques Chirac, à peine deux mois après avoir été élu à la tête de l'État, qui prononce le 16 juillet 1995, jour du 53e anniversaire de la rafle du Vel d'Hiv, un discours historique où il reconnaît définitivement la part de responsabilité de l'État français : « La France, patrie des Lumières et des Droits de l'Homme, terre d'accueil et d'asile, la France, ce jour-là, accomplissait l'irréparable », explique-t-il notamment,.

## Responsabilité de l'État Français
« L'ordonnance du 9 août 1944 relative au rétablissement de la légalité républicaine sur le territoire continental va organiser le rétablissement dans les faits d'une légalité républicaine qui n'aurait jamais cessé d'exister en droit ». L'article 1 pose que « la forme du Gouvernement de la France est et demeure la République. En droit celle-ci n'a pas cessé d'exister. » ; l'article 2 : « sont, en conséquence, nuls et de nul effet tous les actes constitutionnels législatifs ou réglementaires, ainsi que les arrêtés pris pour leur exécution, sous quelque dénomination que ce soit, promulgués sur le territoire continental postérieurement au 16 juin 1940 et jusqu'au rétablissement du Gouvernement provisoire de la République française. Cette nullité doit être expressément constatée. » L'article 3 constate a posteriori la nullité de certains actes notamment « tous ceux qui établissent ou appliquent une discrimination quelconque fondée sur la qualité de juif ».
Le juriste Emmanuel Cartier indique que « la nullité, quelle que soit la forme de l'acte concerné, a pour conséquence d'anéantir l'acte en tant que tel et tous ses effets passés et à naître, par la combinaison de l'effet immédiat et de l'effet rétroactif du texte qui l'a prescrit […] Tout se passe comme si l'acte édicté en vertu de l'acte annulé n'avait jamais existé. Comme pour la nullité, l'inexistence signifie l'incapacité absolue et inconditionnée de l'acte à produire des effets de droit ». « Cela a pour conséquence de permettre au juge de considérer les actes, produits par ces législations, nuls et de nul d'effets donc inexistants ». À partir de la nullité de ces actes sera construite une jurisprudence qui exclue la responsabilité administrative d'un État français totalement dissocié de l'appareil administratif du régime de Vichy.
C'est seulement en 2002, dans son « arrêt Papon », que le Conseil d'État décide que « si l'article 3 de l'ordonnance du 9 août 1944 relative au rétablissement de la légalité républicaine sur le territoire continental constate expressément la nullité de tous les actes de l'autorité de fait se disant « gouvernement de l'État français » qui « établissent ou appliquent une discrimination quelconque fondée sur la qualité de juif », ces dispositions ne sauraient avoir pour effet de créer un régime d'irresponsabilité de la puissance publique à raison des faits ou agissements commis par l'administration française dans l'application de ces actes, entre le 16 juin 1940 et le rétablissement de la légalité républicaine sur le territoire continental ; que, tout au contraire, les dispositions précitées de l'ordonnance ont, en sanctionnant par la nullité l'illégalité manifeste des actes établissant ou appliquant cette discrimination, nécessairement admis que les agissements auxquels ces actes ont donné lieu pouvaient revêtir un caractère fautif ».
En 2009, cette responsabilité sera à nouveau admise sans équivoque par le CE dans l'avis contentieux Hoffman-Glemane toutefois il fermera au même moment toutes nouvelles possibilités d'action en responsabilité contre l'État français.

## Mémoriaux et témoignages locaux
- Cherbourg[62]
- Saint-Martin-Vésubie[63]
- Thonon-les-Bains